# Dali Jazi
Dali Jazi (arabe : الدّالي الْجازي), né le 7 décembre 1942 à Nabeul et mort le 9 mars 2007, est un homme politique, juriste et politologue tunisien.

## Biographie

### Formation
Il suit des études supérieures à l'université Paris-Panthéon-Assas où il obtient un doctorat en droit public et en sciences politiques. Il exerce d'abord comme avocat puis comme professeur de droit public et de sciences politiques à la faculté des sciences juridiques, politiques et sociales de Tunis. 

### Dissident
Membre du Néo-Destour et de l'Union générale des étudiants de Tunisie dès le début des années 1960, il quitte le parti au pouvoir, devenu entre-temps le Parti socialiste destourien, en 1971. Auprès d'Ahmed Mestiri, il est alors l'un des principaux animateurs du groupe libéral qui réclame la fin du système de parti unique et le pluralisme politique le 20 mars 1976. Il est aussi l'un des fondateurs, en 1977, de la Ligue tunisienne des droits de l'homme et son premier secrétaire général.
En 1978, il participe à la création du Mouvement des démocrates socialistes au sein duquel il assume les fonctions de secrétaire général adjoint chargé des relations extérieures (1978-1988).

### Carrière
Adhérant au Rassemblement constitutionnel démocratique en 1989, il en devient membre du comité central puis du bureau politique avant d'occuper, dès 1988, plusieurs postes au sein du gouvernement et à la tête de diverses institutions. Il occupe successivement les fonctions de ministre de la Santé (1989-1992), de premier président de la Cour des comptes avec rang de ministre, de président de la Cour de discipline financière, de ministre de l'Enseignement supérieur (novembre 1994 à novembre 1999) et de ministre délégué auprès du Premier ministre chargé des droits de l'homme, de la communication et des relations avec la Chambre des députés (novembre 1999 à avril 2000). Il est aussi ministre-conseiller auprès du président de la République avant d'être nommé ministre de la Défense nationale (janvier 2001 à novembre 2004) puis président du Conseil économique et social en août 2005.
Jazi est en outre ambassadeur de Tunisie en Autriche et en Hongrie et auprès d'organismes des Nations unies comme l'Agence internationale de l'énergie atomique et de l'Organisation des Nations unies pour le développement industriel à Vienne.

### Fin de vie
En 1995, un cancer du côlon est diagnostiqué. Mort douze ans plus tard, il est inhumé le 10 mars 2007 au cimetière Sidi Abdelaziz de La Marsa.
En 2010, la faculté des sciences juridiques, politiques et sociales de Tunis lui rend hommage au cours d’une cérémonie en présence de ses collègues et disciples.

## Décorations et autres distinctions
- Grand officier puis grand cordon de l'Ordre de la République (Tunisie)[2] ;
- Grand officier puis grand cordon de l'Ordre du 7-Novembre (Tunisie)[2] ;
- Grand officier de l'Ordre national du Mérite (France)[2] ;
- Grand officier de l'Ordre du Mérite de la République italienne[2] ;
- Grand officier dans l'Ordre du Mérite du Conseil international du sport militaire[2] ;
- Docteur honoris causa de l'université de Palerme[2].

## Publications
- Dali Jazi, Les Rapports entre l'État et le citoyen dans la Tunisie indépendante : le problème des libertés publiques, Tunis, Faculté de droit, d'économie et de sciences sociales, 1982.
- Dali Jazi, Rafâa Ben Achour et Slim Laghmani, Les Droits de l'homme par les textes, Tunis, Centre de publication universitaire, 2004, 536 p. (ISBN 978-9973-37-214-7).